# Europees kampioenschap handbal vrouwen 2006
Het 7de Europees kampioenschap handbal vrouwen vond plaats van 7 december tot 17 december 2006 in Zweden. Zestien landenteams namen deel aan de strijd om de Europese titel. Titelverdediger Noorwegen wist de titel te prolongeren.

## Eerste groepsfase

### Groep A
De wedstrijden in deze groep vonden plaats in Skövde.
| Pos | Team       | Wed | W | G | V | DV  | DT | DS  | Ptn |
| --- | ---------- | --- | - | - | - | --- | -- | --- | --- |
| 1   | Hongarije  | 3   | 3 | 0 | 0 | 107 | 72 | 35  | 6   |
| 2   | Oostenrijk | 3   | 2 | 0 | 1 | 83  | 94 | -11 | 4   |
| 3   | Macedonië  | 3   | 1 | 0 | 2 | 72  | 81 | -9  | 2   |
| 4   | Servië     | 3   | 0 | 0 | 3 | 77  | 92 | -15 | 0   |

| 7 december  | Servië     | 23 – 25 | Macedonië  |
| 7 december  | Hongarije  | 42 – 23 | Oostenrijk |
| 8 december  | Oostenrijk | 32 – 27 | Servië     |
| 8 december  | Macedonië  | 22 – 30 | Hongarije  |
| 10 december | Oostenrijk | 28 – 25 | Macedonië  |
| 10 december | Hongarije  | 35 – 27 | Servië     |

### Groep B
De wedstrijden in deze groep vonden plaats in Göteborg.
| Pos | Team      | Wed | W | G | V | DV  | DT  | DS  | Ptn |
| --- | --------- | --- | - | - | - | --- | --- | --- | --- |
| 1   | Noorwegen | 3   | 3 | 0 | 0 | 102 | 63  | 39  | 6   |
| 2   | Duitsland | 3   | 2 | 0 | 1 | 83  | 77  | 6   | 4   |
| 3   | Polen     | 3   | 1 | 0 | 2 | 75  | 92  | -17 | 2   |
| 4   | Slovenië  | 3   | 0 | 0 | 3 | 80  | 108 | -28 | 0   |

| 7 december  | Duitsland | 30 – 20 | Polen     |
| 7 december  | Noorwegen | 43 – 20 | Slovenië  |
| 8 december  | Slovenië  | 30 – 31 | Duitsland |
| 8 december  | Polen     | 21 – 32 | Noorwegen |
| 10 december | Slovenië  | 30 – 34 | Polen     |
| 10 december | Noorwegen | 27 – 22 | Duitsland |

### Groep C
De wedstrijden in deze groep vonden plaats in Stockholm.
| Pos | Team     | Wed | W | G | V | DV | DT | DS  | Ptn |
| --- | -------- | --- | - | - | - | -- | -- | --- | --- |
| 1   | Rusland  | 3   | 3 | 0 | 0 | 97 | 69 | 28  | 6   |
| 2   | Kroatië  | 3   | 2 | 0 | 1 | 67 | 70 | -3  | 4   |
| 3   | Zweden   | 3   | 1 | 0 | 2 | 57 | 69 | -12 | 2   |
| 4   | Oekraïne | 3   | 0 | 0 | 3 | 73 | 86 | -13 | 0   |

| 7 december  | Rusland  | 27 – 22 | Kroatië  |
| 7 december  | Oekraïne | 18 – 22 | Zweden   |
| 9 december  | Kroatië  | 24 – 23 | Oekraïne |
| 9 december  | Zweden   | 15 – 30 | Rusland  |
| 10 december | Rusland  | 40 – 32 | Oekraïne |
| 10 december | Kroatië  | 21 – 20 | Zweden   |

### Groep D
De wedstrijden in deze groep vonden plaats in Malmö.
| Pos | Team       | Wed | W | G | V | DV | DT | DS  | Ptn |
| --- | ---------- | --- | - | - | - | -- | -- | --- | --- |
| 1   | Spanje     | 3   | 2 | 0 | 1 | 78 | 67 | 11  | 4   |
| 2   | Frankrijk  | 3   | 2 | 0 | 1 | 76 | 74 | 2   | 4   |
| 3   | Denemarken | 3   | 2 | 0 | 1 | 77 | 71 | 6   | 4   |
| 4   | Nederland  | 3   | 0 | 0 | 3 | 65 | 84 | -19 | 0   |

| 7 december  | Spanje     | 26 – 16 | Nederland  |
| 7 december  | Denemarken | 20 – 24 | Frankrijk  |
| 9 december  | Frankrijk  | 24 – 28 | Spanje     |
| 9 december  | Nederland  | 23 – 30 | Denemarken |
| 10 december | Denemarken | 27 – 24 | Spanje     |
| 10 december | Frankrijk  | 28 – 26 | Nederland  |

## Tweede groepsfase
De onderlinge resultaten uit de eerste groepsfase telden mee in de tweede groepsfase.

### Groep I
De wedstrijden in deze groep vonden plaats in Göteborg.
| Pos | Team       | Wed | W | G | V | DV  | DT  | DS  | Ptn |
| --- | ---------- | --- | - | - | - | --- | --- | --- | --- |
| 1   | Noorwegen  | 5   | 5 | 0 | 0 | 161 | 111 | 50  | 10  |
| 2   | Duitsland  | 5   | 4 | 0 | 1 | 143 | 116 | 27  | 8   |
| 3   | Hongarije  | 5   | 3 | 0 | 2 | 166 | 134 | 32  | 6   |
| 4   | Polen      | 5   | 2 | 0 | 3 | 130 | 156 | -26 | 4   |
| 5   | Oostenrijk | 5   | 1 | 0 | 4 | 121 | 173 | -52 | 2   |
| 6   | Macedonië  | 5   | 0 | 0 | 5 | 113 | 144 | -31 | 0   |

| 12 december | Macedonië  | 33 – 35 | Polen     |
| 12 december | Hongarije  | 27 – 34 | Duitsland |
| 12 december | Oostenrijk | 24 – 39 | Noorwegen |
| 13 december | Hongarije  | 37 – 21 | Polen     |
| 13 december | Oostenrijk | 22 – 34 | Duitsland |
| 13 december | Macedonië  | 13 – 28 | Noorwegen |
| 14 december | Oostenrijk | 24 – 33 | Polen     |
| 14 december | Macedonië  | 20 – 23 | Duitsland |
| 14 december | Hongarije  | 31 – 34 | Noorwegen |

### Groep II
De wedstrijden in deze groep vonden plaats in Stockholm.
| Pos | Team       | Wed | W | G | V | DV  | DT  | DS  | Ptn |
| --- | ---------- | --- | - | - | - | --- | --- | --- | --- |
| 1   | Rusland    | 5   | 5 | 0 | 0 | 145 | 112 | 33  | 10  |
| 2   | Frankrijk  | 5   | 3 | 0 | 2 | 122 | 117 | 5   | 6   |
| 3   | Zweden     | 5   | 2 | 0 | 3 | 109 | 120 | -11 | 4   |
| 4   | Kroatië    | 5   | 2 | 0 | 3 | 117 | 120 | -3  | 4   |
| 5   | Spanje     | 5   | 2 | 0 | 3 | 124 | 133 | -9  | 4   |
| 6   | Denemarken | 5   | 1 | 0 | 4 | 118 | 133 | -15 | 2   |

| 12 december | Kroatië | 27 – 29 | Spanje     |
| 12 december | Rusland | 25 – 24 | Frankrijk  |
| 12 december | Zweden  | 27 – 22 | Denemarken |
| 13 december | Kroatië | 21 – 22 | Frankrijk  |
| 13 december | Zweden  | 24 – 19 | Spanje     |
| 13 december | Rusland | 32 – 27 | Denemarken |
| 14 december | Zweden  | 23 – 28 | Frankrijk  |
| 14 december | Kroatië | 26 – 22 | Denemarken |
| 14 december | Rusland | 31 – 24 | Spanje     |

## Finale ronde
De wedstrijden van de finale ronden vonden plaats in Stockholm.

### Halve finales
| 16 december | Noorwegen | 28 – 24 | Frankrijk |
| 16 december | Duitsland | 29 – 33 | Rusland   |

### 5de/6de plaats
| 16 december | Hongarije | 32 – 25 | Zweden |

### Troostfinale
| 17 december | Frankrijk | 29 – 25 | Duitsland |

### Finale
| 17 december | Noorwegen | 27 – 24 | Rusland |

## Eindrangschikking en onderscheidingen

### Eindrangschikking
| Rang   | Team            |
| ------ | --------------- |
| Goud   | Noorwegen       |
| Zilver | Rusland         |
| Brons  | Frankrijk       |
| 4      | Duitsland       |
| 5      | Hongarije       |
| 6      | Zweden          |
| 7      | Kroatië         |
| 8      | Polen           |
| 9      | Spanje          |
| 10     | Oostenrijk      |
| 11     | Denemarken      |
| 12     | Noord-Macedonië |
| 13     | Oekraïne        |
| 14     | Servië          |
| 15     | Nederland       |
| 16     | Slovenië        |

|  | Gekwalificeerd voor het EK 2008 en het WK 2007                                               |
|  | Gekwalificeerd voor het EK 2008 en reeds gekwalificeerd als titelverdediger voor het WK 2007 |
|  | Gekwalificeerd voor het EK 2008 en reeds gekwalificeerd als gastland voor het WK 2007        |

| Europees kampioen vrouwen 2006 · Noorwegen · 3e titel Selectie: Kari Aalvik Grimsbø, Katrine Lunde Haraldsen, Terese Pedersen, Anette Hovind Johansen, Katja Nyberg, Ragnhild Aamodt, Gøril Snorroeggen, Else-Marthe Sørlie Lybekk, Tonje Nøstvold, Karoline Dyhre Breivang, Kristine Lunde, Gro Hammerseng, Kari Mette Johansen, Marit Malm Frafjord, Anne Kjersti Suvdal, Linn-Kristin Riegelhuth en Vigdis Harsaker. · Bondscoach: Marit Breivik. |

### Onderscheidingen
All-Star Team
- Keeper:  Inna Suslina
- Rechterhoek:  Annika Wiel Fredén
- Rechteropbouw:  Ibolya Mehlmann
- Middenopbouw:  Gro Hammerseng
- Linkeropbouw:  Nadine Krause
- Linkerhoek:  Kari Mette Johansen
- Cirkelloper:  Lyudmila Bodniyeva

Overige onderscheidingen
- Meest waardevolle speler:  Gro Hammerseng
- Best verdedigende speler:  Isabelle Wendling